# Bocayuva
Bocayuva es una localidad rural argentina del partido de Pellegrini, en la provincia de Buenos Aires.
Se ubica 10 km al norte de la ciudad de Pellegrini, a través de la ruta nacional N.º 5.

## Población
Cuenta con 83 habitantes (Indec, 2010), lo que representa un descenso del 18% frente a los 102 habitantes (Indec, 2001) del censo anterior.

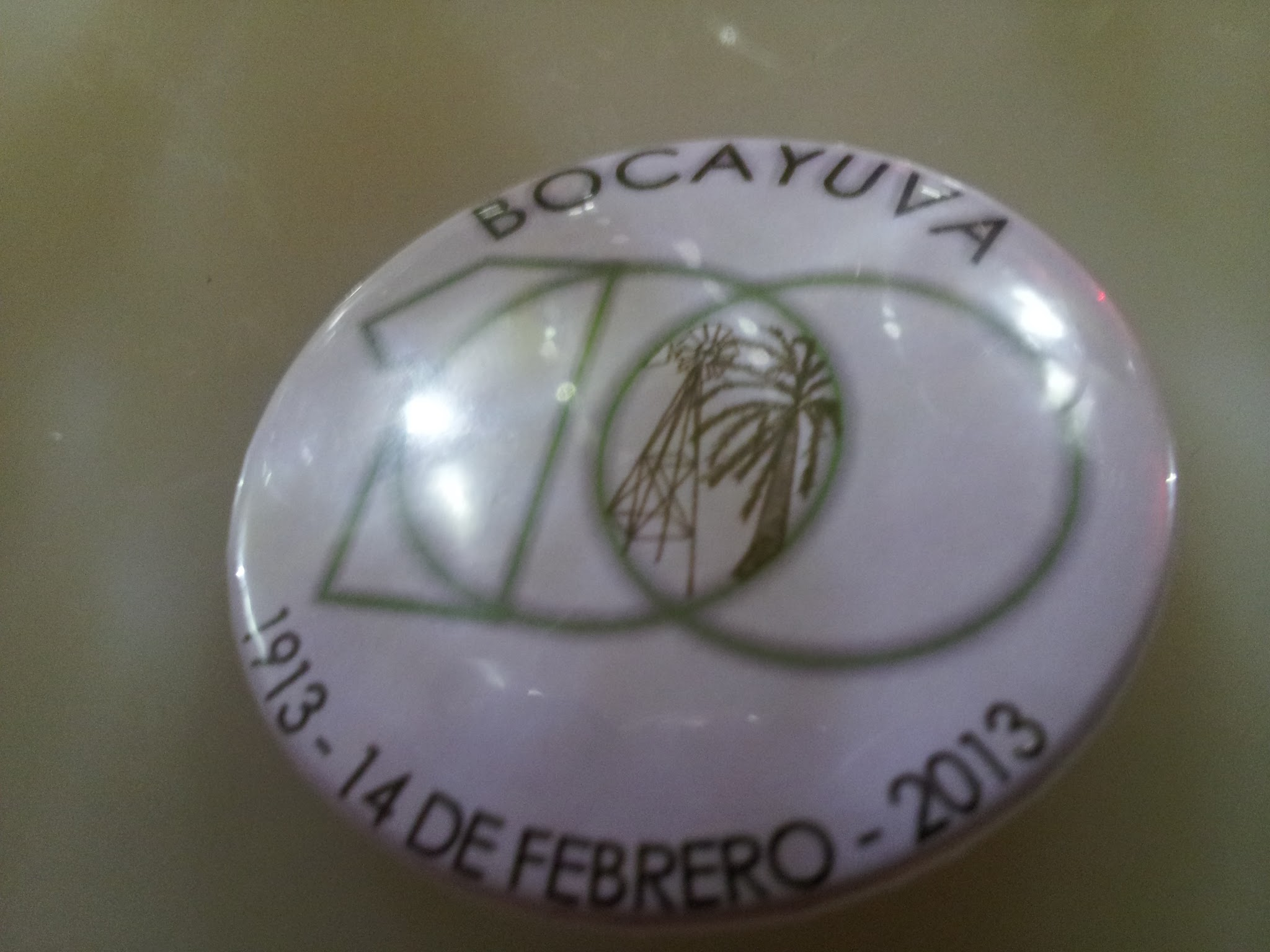
Pin conmemorando los 100 años de Bocayuva

| Gráfica de evolución demográfica de Bocayuva entre 1991 y 2010 |
|                                                                |
| Fuente: Censos nacionales del INDEC                            |